# Chrysochlamys ulei
Chrysochlamys ulei là một loài thực vật có hoa trong họ Bứa. Loài này được Engl. mô tả khoa học đầu tiên năm 1923.